# Isola di Kawau
L'isola di Kawau è una piccola isola nel golfo di Hauraki, sulla costa nordorientale dell'Isola del Nord della Nuova Zelanda. Il suo punto più vicino alla costa dista 1,4 km dalla penisola di Nord Auckland, proprio a sud della penisola di Tawharanui.
Mansion House, nella Riserva storica dell'isola è un'importante attrazione turistica. Quasi ogni proprietà all'interno dell'isola può contare su un accesso diretto al mare e la maggioranza degli abitanti possiede una banchina privata di fronte all'ingresso di casa.
Il nome dell'isola viene dal termine in lingua māori che indica il cormorano.

## Geografia
L'isola ha un asse maggiore di 8 km ed è praticamente divisa in due dal Bon Accord Harbour, una lunga lingua di mare che si addentra nell'isola e che è geologicamente un Ría. Il luogo è ben riparato e ciò lo ha reso il posto di stazionamento preferito dagli yacht per più di un secolo.

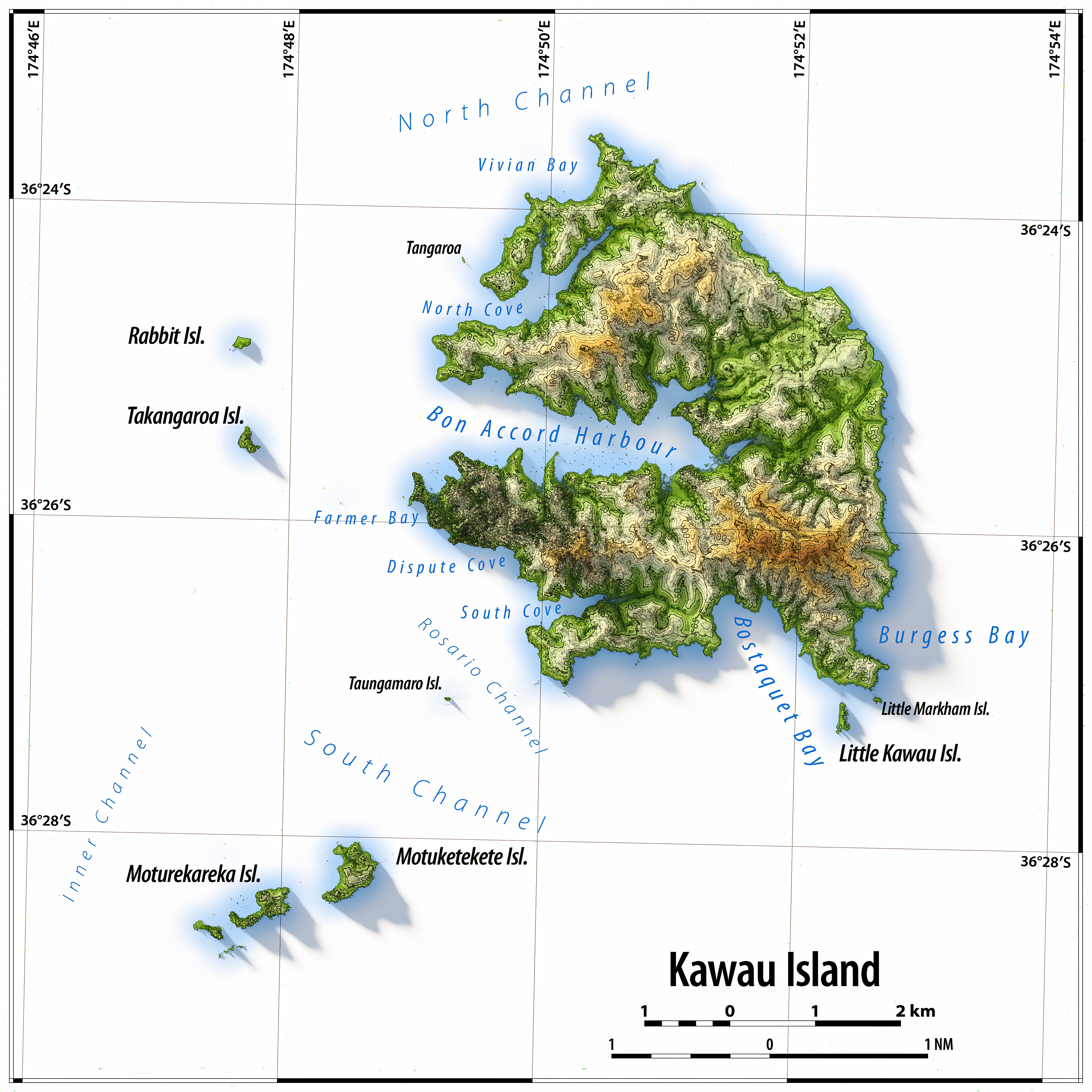
Mappa dell'Isola di Kawau

## Storia

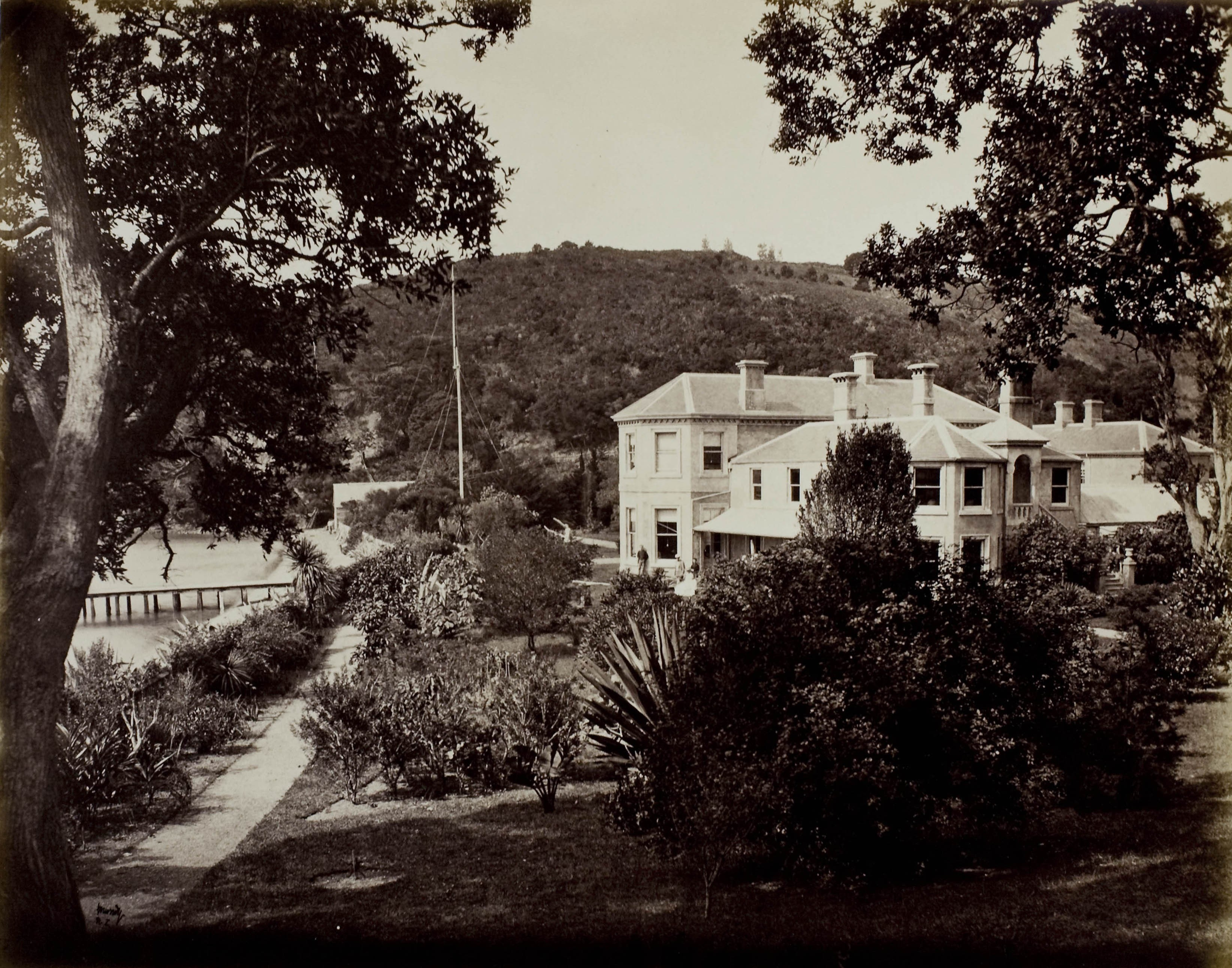
Veduta della Mansion House con giardino (c. 1870)

Kawau, sebbene dotata di una modesta superficie arabile, era molto appetita dai maori per la bellezza delle acque che la circondano e luogo di battaglie dal XVII secolo in avanti.
Vi furono scoperti giacimenti di rame nel 1842, nei primi anni dell'occupazione europea, ed iniziato il loro sfruttamento. I minatori provenivano dal Galles e dalla Cornovaglia ed il loro numero raggiunse l'apice con 300 persone, prima che i problemi di trasporto e quelli di allagamenti nelle miniere, ne favorissero la chiusura nel 1855.
Negli anni 1844/45 l'isola produsse 7.000 libbre di rame, che costituiva circa un terzo delle esportazioni di Auckland.
Nel 1862 l'isola venne acquistata dal Governatore generale della Nuova Zelanda Sir George Grey come luogo privato di ritiro.
Grey ampliò la residenza originale del capo dei minatori di rame (costruita nel 1845) trasformandola nell'ancora esistente Mansion House e ne trasformò i dintorni in un parco botanico e zoologico, importando molte piante ed animali. La casa ha subito numerose modifiche dopo Grey ed è decaduta sempre più finché è diventata proprietà della Riserva Storica dell'isola di Kawau, amministrata dal Dipartimento della Conservazione della Nuova Zelanda. La riserva è una proprietà pubblica la cui superficie copre circa il 10% di quella totale dell'isola e comprende le vecchie miniere di rame, ritenute la prima impresa mineraria della Nuova Zelanda (1844).

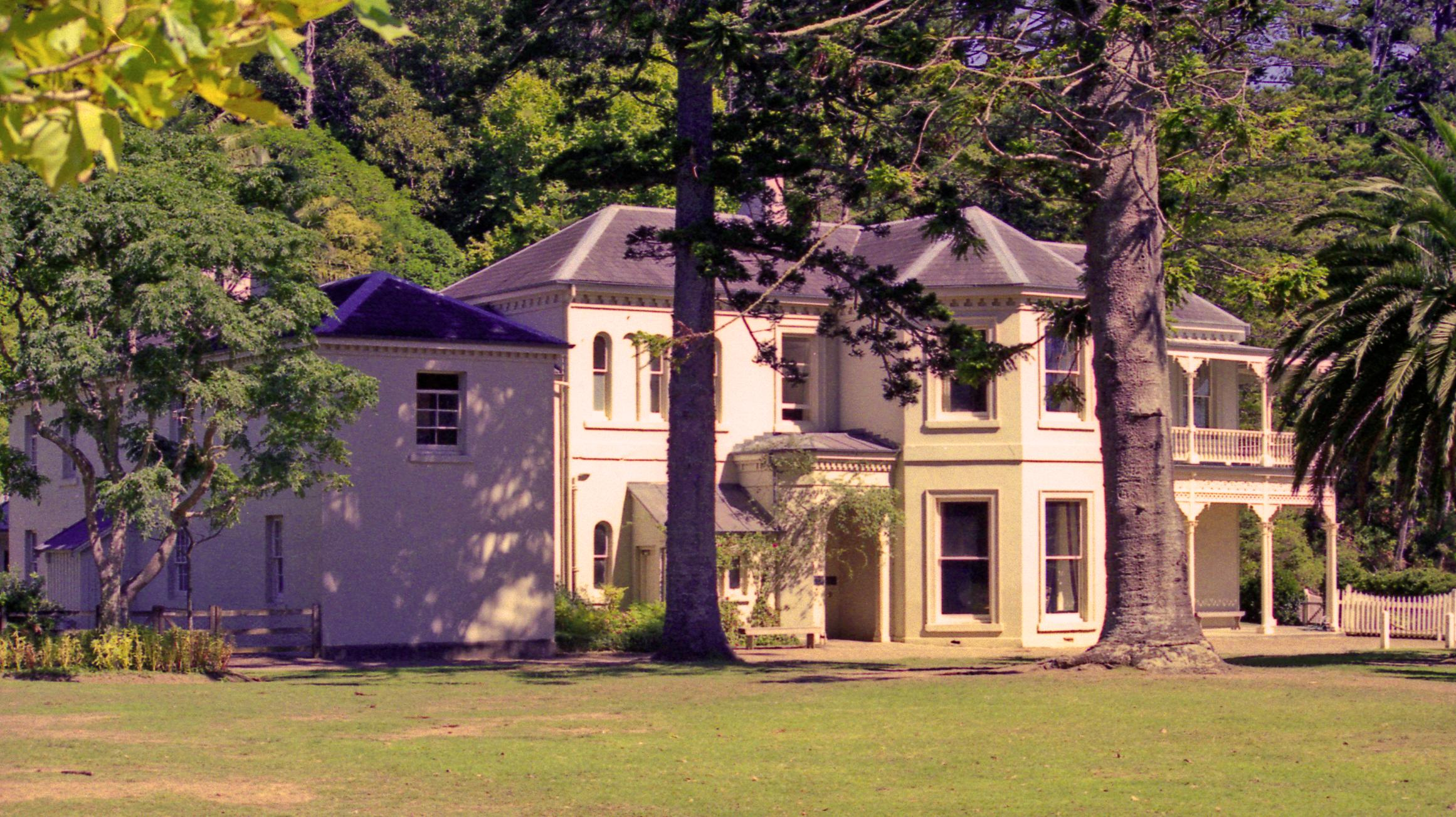
Mansion House nel luglio 2006

L'isola è casa per gli uccelli kiwi e per due terzi della popolazione di quelli weka dell'isola del Nord. Fra gli animali introdotti da Grey vi erano cinque specie di wallaby (un piccolo marsupiale), tre delle quali sono rimaste provocando notevoli danni alla vegetazione locale, poiché danneggiano l'habitat di questi uccelli non volatori e anche di altri. Gli wallaby distruggono ogni germoglio emergente, il che significa che gli attuali alberi originari dell'isola rappresentano la loro ultima generazione. Le abituale specie di foresta sotterranea non esistono più a causa degli scavi fatti dai wallaby ed in molti casi la terra è spoglia. Gli opossum australiani, anch'essi introdotti da Grey, distruggono gli alberi originari dell'isola. Il risultato finale è una forte riduzione della biodiversità, con un crollo del numero di uccelli, dovuto alla carenza di cibo ed alla mutazione del loro habitat. Anche l'ambiente marino circostante è stato gravemente compromesso dal limo trascinato dal terreno nudo da parte delle piogge.
L'introduzione dei wallaby ha tuttavia avuto un risvolto positivo all'inizio degli anni 2000, quando la specie dell'isola furono introdotte nell'Innes National Park australiano per dare un impulso alla diversità genetica.